# Инженеровка
Инженеровка (укр. Інженерівка) — село в Компанеевской поселковой общине Кропивницкого района Кировоградской области Украины.
До 2020 года входило в Компанеевский район
Население по переписи 2001 года составляло 92 человека. Почтовый индекс — 28430. Телефонный код — 5240. Код КОАТУУ — 3522884602.